# Srebrodolskita
A srebrodolskita é um mineral de cálcio e óxido de ferro, cuja composição é Ca2Fe23+O5, e é membro do subgrupo brownmillerita. Foi descoberto em 1985 por B. V. Chesnokov e LF Bazhenova nos Montes Urais (Rússia), e recebeu o nome de Boris Srebrodolskii, mineralogista do Instituto de Geologia e Geoquímica de Lviv (Ucrânia).

## Morfologia e formação
A srebrodolskita forma cristais lamelares conforme {010}, embora também possa adotar hábito granular, com grãos menores que 0,1 mm, em agregados.

A srebrodolskita pode ser formada por ankerita calcinada em madeira petrificada pela queima de pilhas de carvão. Da mesma forma, em áreas vulcânicas pode aparecer em lavas de tefrita, na zona de contato entre a lava e os xenólitos ricos em cálcio.